# Buchanan Castle

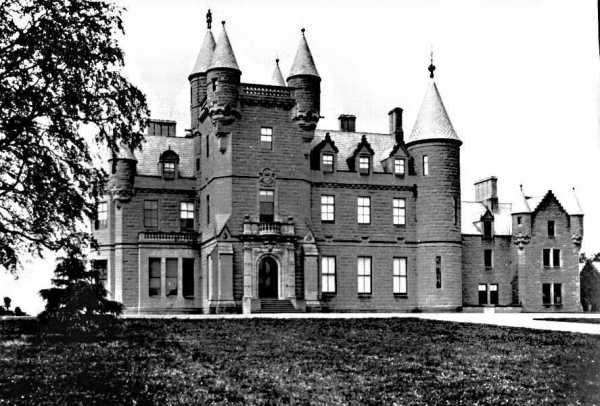
Aspecto do Buchanan Castle no final da década de 1890.

O Buchanan Castle é um grande palácio rural situado em Stirlingshire, na Escócia. Actualmente serve como sede do Clã Graham.
Localizado a oeste da aldeia de Drymen, o edifício foi construído pelo 4º Duque de Montrose em 1854. A estrutura original, sede ancestral do Clã Buchanan, havia ardido em 1852, pelo que Montrose contratou William Burn para substitui-la. Burn desenhou um extravagante solar no estilo baronial escocês, encerrando uma torre de planta em L num engaste de torretas, guaritas e empenas escadeadas. Esta nova casa iria substituir o Castelo Mugdock como sede oficial do Clã Graham.
Vendido em 1925, serviu por um curto período como hospital durante a Segunda Guerra Mundial, tendo como Rudolf Hess como um dos seus pacientes. Posteriormente foi destelhado para evitar o pagamento de taxas no edifício, o que levou a uma inevitável deterioração estrutural.
Actualmente permanece erguido com a sua altura total, mas progressivamente engolido por árvores e outras plantas, abandonado no perímetro dum campo de golfe e rodeado de forma incongruente por habitações modernas. Uma cerca rodeia o perímetro da própria estrutura.
Houve várias tentativas para transformar o palácio num hotel, mas todas elas falharam pelo facto do edifício ser protegido pelo National Trust for Scotland como um sítio histórico. Também se encontra na lista como um dos muitos sítios históricos a precisar de restauro. 
Ironicamente, nenhum Buchanan viveu alguma vez no palácio, uma vez que este foi construído e ocupado pelo Duque de Montrose, um título Graham.